# Cộng hòa Xã hội chủ nghĩa Xô viết Bessarabia
Cộng hòa Xã hội chủ nghĩa Xô viết Bessarabia (tiếng Nga: Бессарабская Советская Социалистическая Республика) là một quốc gia tồn tại từ năm 1919 đến 1920 ở Đông Âu.

## Mục đích thành lập
Cộng hòa Xã hội chủ nghĩa Xô viết Bessarabia được thành lập với mục đích giành lại quyền kiểm soát vùng Bessarabia về cho Liên bang Xô viết. Tuy nhiên, trong suốt thời kì tồn tại của mình, Cộng hòa Xã hội chủ nghĩa Xô viết Bessarabia đã không làm được điều đó, nó đã được coi là hòa tan vào Vương quốc Romania. Phải chờ 20 năm sau, tức năm 1940, quân đội Xô viết đã lấy lại vùng Bessarabia và khi đó vùng này trở thành một bộ phận trong Cộng hòa Xã hội chủ nghĩa Xô viết Moldavia trong Liên bang Xô viết.

## Thành lập và hoạt động
Cộng hòa xã hội chủ nghĩa Xô viết Bessarabia được quyết định thành lập vào ngày 5 tháng 5 năm 1919 tại Odessa, với tuyên bố đây là Chính phủ lâm thời lưu vong của nông dân và công nhân. Nhà nước này chính thức thành lập vào ngày 11 tháng 5 và được coi là một lãnh thổ tự trị (huặc nước Cộng hoà) của nước Nga Xô viết. Không như Odessa, Tiraspol là một phần lịch sử của Bessarabia. Nhà nước Xô viết Bessarabia trong thời gian tồn tại của mình đã không kiểm soát được bất kỳ phần nào của Bessarabia. Ngày 9 tháng 4 năm 1919, vùng Bessarabia chính thức được sáp nhập vào Vương quốc Romania. Vùng Bessarabia thống nhất với Romania đã không công nhận Chính quyền Xô viết. Tuy nhiên, tuyên bố của Cộng hòa xã hội chủ nghĩa Xô viết Bessarabia là một giải pháp chính trị để sau này Hồng quân Liên Xô xâm lược Romania.
Chính quyền Xô viết Bessarabia đã có cuộc hội đàm với các quan chức quân sự Pháp trong việc giải quyết quân sự và chính trị, nhưng đã bị giải tán vào tháng 9 năm 1919, sau khi quân đội của Denikin chiếm quyền kiểm soát của vùng Odessa.

## Lãnh thổ
Lãnh thổ quốc gia này năm quyền bao gồm vùng Tiraspol uyezd thuộc tỉnh Kherson, Balta và Olgopol uyezds thuộc tỉnh Podolia. Nhà nước này không có quyền hành ở vùng Bessarabia mà nó mang tên.
xxxxphải|200px]]